# Кабель, Хайди
Хайди Бернта Аугусте Кабель (нем. Heidi Bertha Auguste Kabel, 27 августа 1914 — 15 июня 2010) — немецкая актриса. Уроженка Гамбурга, жена актёра и режиссёра Ганса Малера, с которым была вместе вплоть до его смерти в 1970 году. Их дочь, Хайди Малер, так же пошла по стопам родителей и стала актрисой. Большинство своих ролей Хайди Кабель исполнила на сцене театре «Онсорг» в Гамбурге, к тому же спектакли с её участием многие десятилетия регулярно транслировались на немецких телеканалах. Последние годы жизни она провела в доме престарелых, где и скончалась в возрасте 95 лет.